# 群馬コンベンションセンター
群馬コンベンションセンター（英: GUNMA CONVENTION CENTER）は、高崎市にあるコンベンション・センター。愛称はGメッセ群馬。

## 概要
同センターは2014年まで使われていた高崎競馬場跡地再開発の一環で、北関東最大の展示ホールは展示会だけでなく、大規模コンサート開催などに対応している。 
当初は2020年4月18日に開所予定であったが、新型コロナウイルス感染症流行の影響から同年6月1日に延期された。
同市出身の音楽家・布袋寅泰が、テーマ曲「Great Messenger」を書き下ろしている。
2020年東京オリンピックの聖火リレーでセレブレーション会場となった。

## 歴史
- 2016年（平成28年）12月7日 - 群馬県コンベンション施設 基本設計 概要版が公表される。
- 2020年（令和2年）6月1日 - 開所。
- 2021年（令和3年）6月から10月 - 新型コロナウイルスワクチンの接種を加速するため、群馬県が設置した、モデルナ製ワクチンを使用する県営ワクチン接種センター、「県央ワクチン接種センター」の会場となる[6][7][8]。

## 施設
エントランス吹抜部などには群馬県産木材を使用した、富岡製糸場のレンガ壁と同じフランス積みの意匠の内装を採用している。外装は金属板仕上げ、外壁にはセメント板、及び金属断熱サンドイッチパネル仕上げとなっている。
外構には群馬の特徴である山の風景、平地の風景をモチーフに、緑道を歩きながら、群馬県の四季を感じられるよう、県の木や花を中心とした植栽を配置として植栽をしている。
植栽する樹木に関しては、県内で生産されているものを中心に、山の樹木はモミジ等が中心。平地の樹木はハナミズキ等が中心である。

### 展示ホール
展示会、学会、コンサート(10,000人規模)、ファミリー向けイベントなどを想定した10,000m2無柱のホールである。可動式の間仕切りがあり、フロアを3つに分割できる。

### 屋外展示場
舗装部分約13000m2、未舗装部分約9000m2の展示施設の西側にある展示場である。またこの展示場は将来屋内展示場とするための増設用地にもなっている。

### メインホール
会議の利用などを想定した、1330m2のホールである。可動式の間仕切りがあり、フロアを3つに分割できる。

### 大会議室
約500人を収容できる、650m2の会議室である。内装は群馬の山並みを表現したものとなっており、隣接する展望ラウンジと併用することもできる。

### 中会議室
全4室あり、約200人を収容できる、300m2の会議室である。可動式の間仕切りにより2つの会場に分割して利用できる。

### 小会議室
全4室あり、3階は75m2、4階85m2の会議室である。

## 防災拠点としての役割
防災拠点（避難所・物流拠点・一時集結所）として活用できる施設として計画されている。物流拠点としては、首都圏等への救援物資の輸送を行う広域的な物資輸送拠点としての活用も想定しており、展示場は、救援物資の仕分け等に用いる物流拠点としての利用を計画している。
帰宅困難者を受け入れるためにコンコース、ホワイエ及び会議室を待機スペースとして計画しており、地域住民の一時避難のためにも、帰宅困難者と合わせて最大約7000人の受入れを想定している。そのため、帰宅困難者に対して必要な備蓄を収納できる倉庫がある。
屋外は、自衛隊や消防・警察の一時集結地としての利用を計画しており、屋外にマンホールトイレがある。非常時の飲料水を確保するため、受水槽に貯留しているほか、飲用以外の生活用水やマンホールトイレ洗浄水は井戸水を利用している。

## アクセス
- JR東日本、上信電鉄高崎駅から徒歩約15分。